# Kim Yi-seol
 (juillet 2022).
Kim Yi-seol (김이설 ; née en 1975 à Yesan) est une écrivaine sud-coréenne. Elle commence sa carrière littéraire lorsque sa nouvelle 13 ans (coréen : 열세 살) remporte le Seoul Shinmun New Writer's Contest en 2006. Parmi ses romans on peut citer 나쁜 피 (« Mauvais Sang ») et Bienvenue (coréen : 선화 ; RR : Seonhwa). Elle publie également un recueil de nouvelles, 아무도 말하지 않는 것들 (« Les choses qu'on ne dit pas »). En 2012, elle remporte le Prix Hwang Sun-won de la nouvelle littérature et ainsi que le Prix du jeune écrivain organisé par le groupe éditorial Munhakdongne.

## Biographie
Les œuvres de Kim Yi-seol dépeignent souvent la relation entre la mère et l'enfant, comme l'accouchement et la garde des enfants. L'autrice a déclaré qu'elle n'aurait pas pu écrire de telles histoires si elle n'avait pas vécu l'accouchement. Elle a exprimé qu'au cours de la grossesse puis de l'accouchement, elle a constaté à quel point les enfants sont faibles et peu sûrs d'eux, et comment leurs liens avec leurs mères ne doivent pas être rompus. Ses expériences ont également influencé ses réflexions sur l'écriture de fiction. Cela lui a permis de prendre conscience de l'anxiété ressentie à l'issue d'un projet, ainsi qu'un certain sens du devoir. Elle a commencé à écrire 나쁜 피 (« Mauvais sang ») trois jours après son accouchement.

## Analyse de l'œuvre
Les œuvres de Kim dépeignent la violence de la vie des personnes au plus bas de l'échelle sociale, remettant en question le choix d'une vie paisible qui nous tient à l'écart d'une telle violence. En particulier, elle décrit l'expérience de la violence qui est faite au sexe et au corps d'une femme, clarifiant ainsi le cycle de la violence au cours duquel une victime devient l'auteur de violences, puis redevient la victime. Ce faisant, elle sous-entend que la violence est un facteur important dans la structure de la société. Bienvenue (환영) décrit le processus par lequel une femme se tourne vers la vente non seulement de leur travail, mais également de leur corps pour leur famille. L'autrice montre comment le système capitaliste et le patriarcat ont réduit les femmes au sexe, et comment ils ont toujours soutenu la commercialisation du corps des femmes.
Dans les histoires de Kim, la violence faite au corps des femmes est dépeinte à travers des femmes qui appartiennent au niveau le plus bas de la société sud-coréenne. Les protagonistes de ses histoires (une sans-abri, une mère porteuse, une fille abandonnée, une patiente atteinte d'un cancer de l'utérus, une femme handicapée mentale et une prostituée) sont exposées aux pires risques imaginables. En montrant la violence qu'elles subissent, les récits de Kim dépeignent à quel point « l'appauvrissement des femmes » est devenu grave malgré les progrès constatés après la crise asiatique de 1997 et l'intervention du FMI.
Les histoires de Kim Yi-seol illustrent les faces les plus sombres de la réalité. Ses opinions sur la famille sont particulièrement dures. Elle semble considérer qu'une relation de sang ne fait que nous emprisonner, et n'a aucun sens en dehors de cela. Dans 부고 (Bugo), la protagoniste vit une situation en spirale descendante, dans laquelle elle tombe constamment : parents divorcés, viol, mort de sa mère, séparation d'un amant et avortement. La personne qui la console n'est ni son père ni son grand frère, mais sa belle-mère, qui a connu des situations similaires. Dans 한파 특보 (Hanpa Tteukbo), le père du protagoniste lance constamment des insultes, avec pour seule raison sa fierté d'avoir travaillé pour la famille toute sa vie. Le protagoniste ne peut sourire que de temps en temps, lorsqu'il évite son père et fait des blagues avec ses collègues. Il s'agit d'un diagnostic strict selon lequel ceux dont nous pouvons recevoir la consolation ne sont pas notre famille, mais les autres. Mais elle donne aussi paradoxalement de l'espoir, en ce qu'elle permet de chercher dans quelle direction aller après la fin des violences.

## Œuvres
- 오늘처럼 고요히 (Silencieux comme aujourd'hui), 2016.
- 선화 (Seonhwa), 2014.
- 환영, 2011.

Publié en français sous le titre Bienvenue, traduit par Lim Yeong-hee et Françoise Nagel, Arles, édition Picquier, 2013 ; réédition, Arles, Picquier, coll. « Picquier poche », 2017.
- 아무도 말하지 않는 것들 (Les choses que personne ne dit), 2010.
- 나쁜 피 (Mauvais sang), 2009.

## Prix littéraires
- Prix Hwang Sun-won de la nouvelle littérature, 2012[6]
- Prix du jeune écrivain Munhakdongne, 2012[7][source insuffisante]